# Georg Christoph Neller
Pour les articles homonymes, voir Neller.
Georg Christoph Neller, né le 23 novembre 1709 à Aub et mort le 31 octobre 1783 à Trèves, est un théologien catholique allemand.

## Biographie
Neller était le fils d'un citoyen d'Aub. Il va dans les écoles d'Aub et de Mergentheim et entre au Gymnasium de Wurtzbourg en 1721 à douze ans pour se préparer au clergé. En 1726, il entre au séminaire de Wurtzbourg, en même temps il étudie la philosophie, la théologie et le droit à l'université de Wurtzbourg. En 1733, il est ordonné prêtre par le prince-évêque Frédéric-Charles de Schönborn-Buchheim, puis il est aumônier à Grumbach avant de faire partie de la cathédrale de Wurtzbourg. Il est alors engagé par le prince-évêque comme précepteur de ses neveux et archiviste. Il connaît ainsi plusieurs universités. Cependant, comme il a besoin d'un meilleur salaire pour s'occuper de sa mère veuve, il cherche un nouvel emploi. Le prince-évêque le conduit alors vers le nonce papal Giuseppe Doria Pamphili Landi, avec qui il se rend à Francfort-sur-le-Main en décembre 1741 pour l'élection de l'Empereur le 24 janvier 1742. Il travaille ensuite comme archiviste pour un comte de Schönborn-Buchheim. En 1747, il réédite la Chronique du Limbourg de Tilemann Elhen von Wolfhagen.
En 1748, Neller accepte une offre à l'université de Trèves, où il devient professeur de droit religieux et, malgré la réticence des jésuites, il devient chanoine du Simeonstift. Il obtient un doctorat en théologie. Il est ami avec Johann Nikolaus von Hontheim. Ses ouvrages Principia iuris publici ecclesiastici catholicorum ad statum Germaniae accomodata, paru en 1746, le 11 septembre 1750 et Vindiciae historico-iuridicae seu apologia historico-canonica pro S. provincia Romana Joannem XlI. papam, ut apostatam a. 963 reprobante, et coram Ottone M. imp. Henrico I. Trevirensi, aliis que germaniae et italiae archi -- et episcopis Leonem VIII canonice eligente, paru en 1766, le 25 mai 1767 sont mis à l’Index librorum prohibitorum.
Il conserve toutes les charges jusqu'à sa mort, à l'exception de la chaire universitaire, qu'il cède à son neveu Georg Philipp Christoph Leuxner en 1780.